# 指券
指券(或稱交付券)（英文：Assignat）曾經使用于多个国家的流通货币名称，特別指向於法国大革命及法国革命战争期间，法国政府发行的货币券。

## 法国

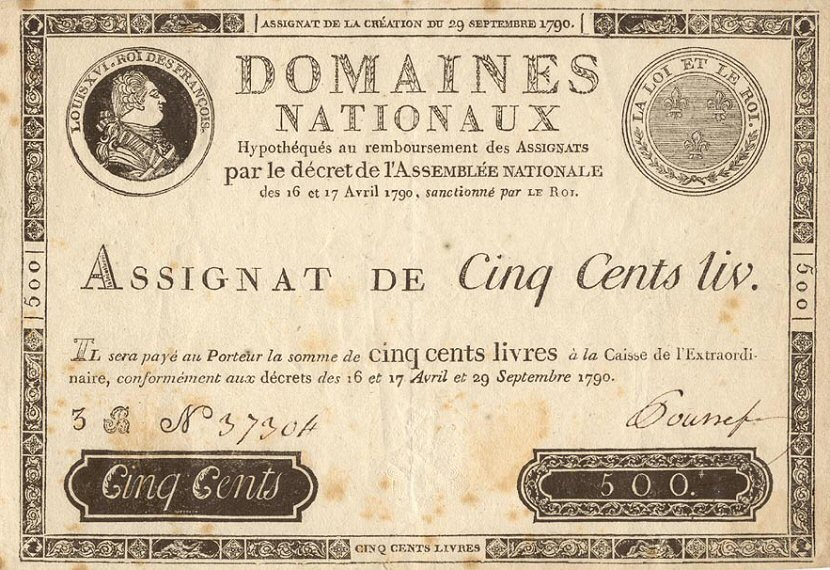
早期指券，1790年9月29日：500利弗尔

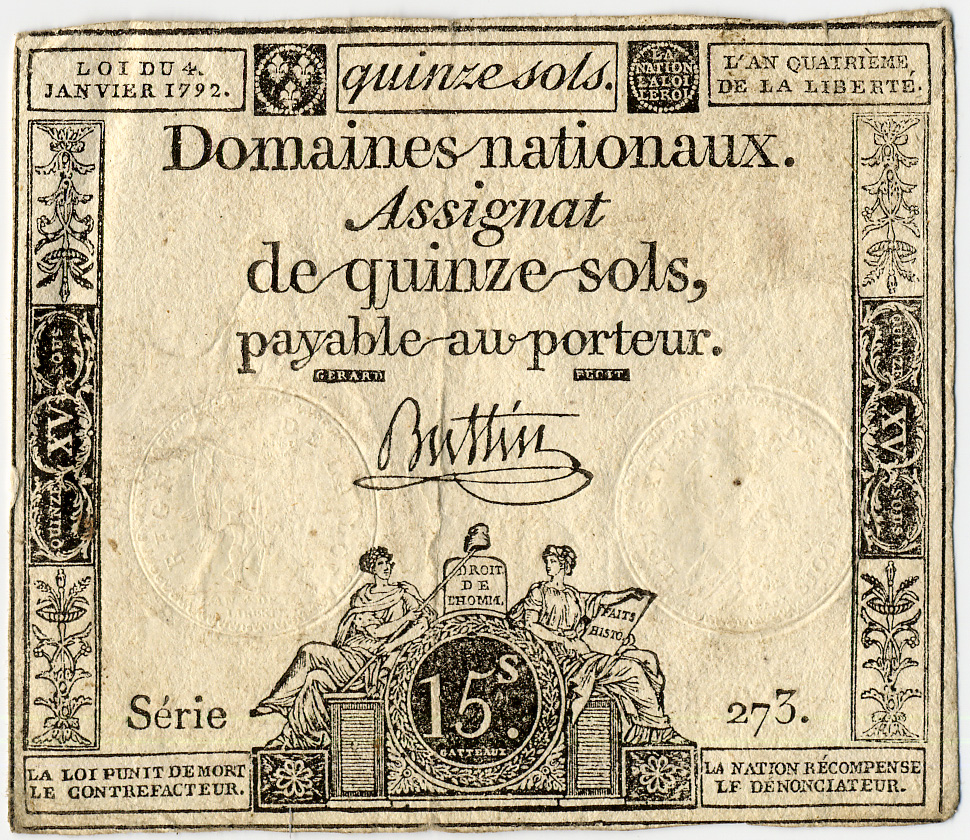
1792年1月4日的指券依然印着皇家标志：15苏

法国的指券是法国大革命期间，法国国民议会在1789年至1796年发行的一种纸币。
因為革命引發的混亂政府本身實際上已經破產,政府收回教會財產以後，於1790年以教會資產作為支撐印刷發行指券,解決當時的財政危機。這些教會土地被稱作「biens nationaux」（國家財產）。指券顯著地解決了國債問題，因為它被國內及國際上的債權人認定為合法的支付手段。當時曾有言論指這些指券濫發，但沒有太多人注意到這個問題。
最初指券只是一種債券，但政府將其改變為法償。因為在發行量上沒有控制，指券代表的價值超過了支撐其價值的沒收教會財產。這引發了大規模的通貨膨脹。到1792年初，它們已經損失了大部分的票面價值。
引發指券貶值的另一原因是教會土地的銷售並不理想，很多人認為若革命失敗土地就會被收回，不敢購買那些土地，從而讓「銷售土地-發行指券」的債務模式崩潰。
通货膨胀被食物短缺所激化，而指券这个最初被用作解决经济危机的产物，却成了骚乱的催化剂。动荡在君主制解体后持续不断，外围战事也成为了政局不稳的因素之一。这些状况让当时的法国政府难以降低债务水平。因此，类似于1793全面限价法令的法律试图控制通膨。
1796年，督政府上台后发行Mandats territoriaux，一种土地担保的货币以取代指券，但这很快就失败了。通货膨胀再次蔓延，接下来的四年里巴黎更加混乱。动荡最终于1803年由拿破仑解决，他使用法郎作为新货币，这时指券基本上已经一文不值。

## 意大利

意大利“指券”: 10Paoli

在1798年至1799年间，法国革命力量建立了罗马共和国，它也发行了自己的指券（意大利语assegnati）。这些指券是在1798年9月14日的果月23日VI号法令下允许发行的。他们使用的货币单位是paolo或giulio，也就是旧罗马币制的货币单位。

## 俄罗斯
指券（Assignat）与俄语中的assignatsia（纸币的意思）相似。Assignatsionny rubl（俄罗斯第一种纸币）曾于1769年至1849年1月1日发行。但这和法国的指券没有关系。